# 卡尔·考夫曼 (田径运动员)
卡尔·考夫曼（德語：Carl Kaufmann，1936年3月25日—2008年9月1日），德国男子田径运动员。他曾代表德国联队参加1960年夏季奥林匹克运动会田径比赛，获得男子400米和男子4×400米接力银牌。